# Stanley Clarke (nedador)
Stanley Clarke   (Londres, 31 de juliol de 1938 - 2018) és un nedador anglès, ja retirat, especialista en estil lliure, que va competir durant les dècades de 1950 i 1960.
En el seu palmarès destaca una medalla de plata en el 4×100 metres lliures del Campionat d'Europa de natació de 1962 i dues medalles de bronze als Jocs de la Commonwealth de 1962. Va guanyar el campionat nacional de l'ASA dels 100 i 200 metres lliures de 1960.
El 1960 va prendre part en els Jocs Olímpics d'Estiu de Roma, on va disputar dues proves del programa de natació. Destaca la setena posició en els 4x100 metres lliures, mentre en els 100 metres lliures quedà eliminat en sèries.